# Quercus zempoaltepecana
Quercus zempoaltepecana és una espècie de roure que pertany a la família de les fagàcies i està dins de la secció dels roures vermells del gènere Quercus.

## Distribució
Quercus zempoaltepecana és endèmic al vessant nord-oest de la muntanya Zempoaltepec, a l'estat d'Oaxaca (Mèxic), i creix entre els 2.600 als 3.300 m.

## Descripció
Quercus zempoaltepecana és un arbust o petit arbre de fins a 3 metres d'altura.